# Макемаке (карликова планета)
Макемаке (136472 Makemake у каталозі ЦМП; символ: ; попереднє позначення: 2005 FY9) — карликова планета Сонячної системи, транснептуновий об'єкт, плутоїд. Об'єкт відкритий 31 березня 2005 року групою, очолюваною Майклом Брауном. Оголошено про відкриття 29 липня 2005 року — в один день із двома іншими великими транснептуновими об'єктами: Гаумеа й Еридою.
Згідно з даними астрономів із Паломарської обсерваторії (Каліфорнія), Макемаке має діаметр від 50 % до 75 % діаметра Плутона і займає 3-тє (або 4-те) місце за діаметром серед об'єктів поясу Койпера. Щільність Макемаке досягає 1,4–3,2 г/см³. 23 квітня 2011 року планета покрила слабку зорю USNO-B1 1181-0235723, що дало можливість встановити діаметр 1502 × 1430 км, альбедо 0,77.

## Фізичні характеристики

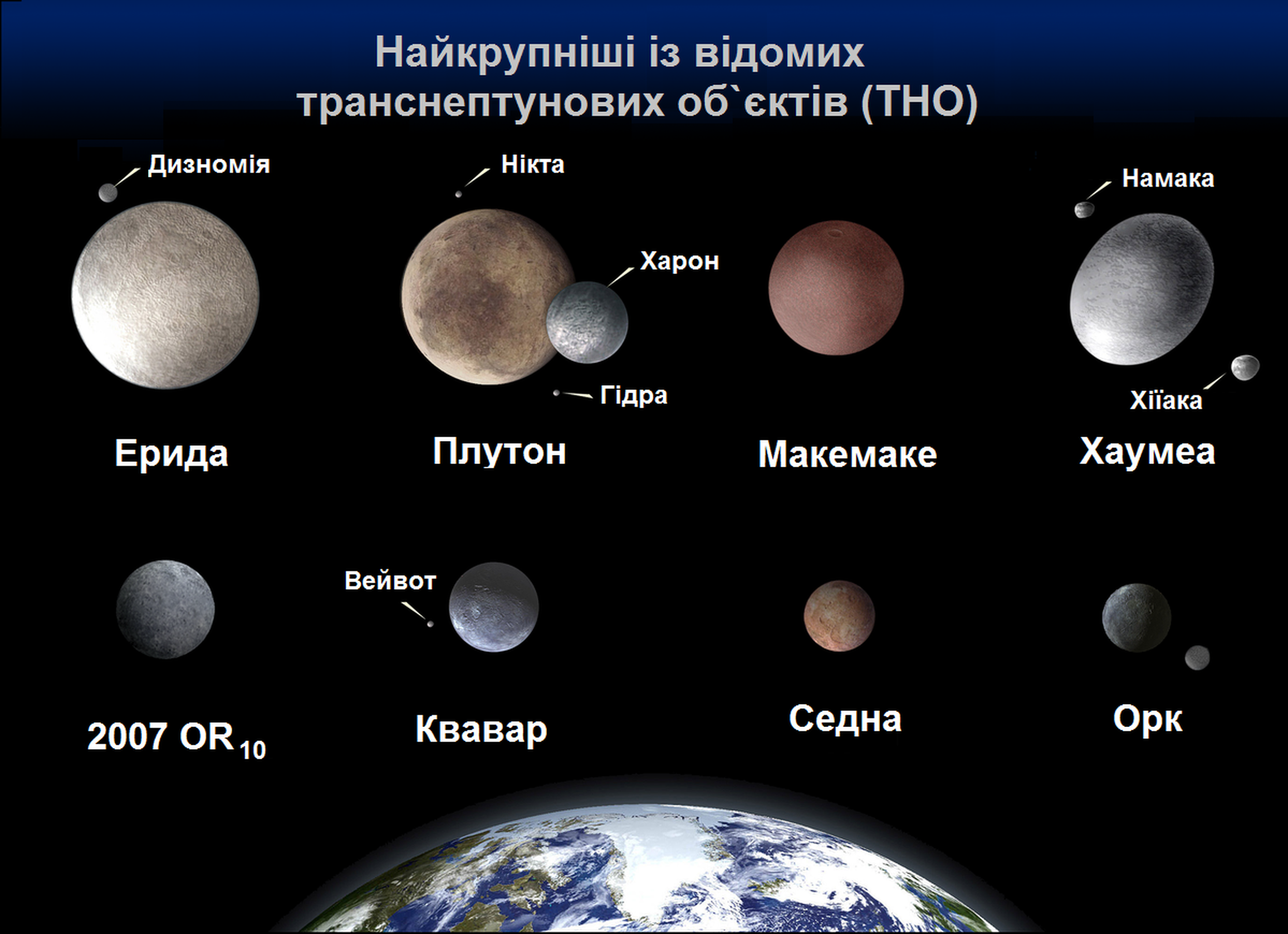
Макемаке порівняно з Еридою, Плутоном, Гаумеа, Седною, Оркусом, Кваваром, Гунгуном, Варуною і Землею.

Спектр Макемаке схожий зі спектром Плутона й Ериди.
У 2007 році група іспанських астрономів під керівництвом Х. Ортіса установила за зміною яскравості планети її період обертання — 22,48 години.
Астрономи Європейської південної обсерваторії дослідили фізичні характеристики Макемаке завдяки проходженню Макемаке по лінії світла однієї із зір. Це «зоряне затемнення», яке астрономи називають покриттям, спостерігалося 23 квітня 2011 року на території Південної Америки і було зафіксовано трьома телескопами обсерваторії.
Макемаке, на відміну від свого сусіда Плутона, позбавлена атмосфери. Висновок про відсутність у Макемаке атмосфери вдалося зробити завдяки тому, що світло зірки під час покриття пропало і з'явилося знову дуже різко. За наявності у небесного тіла атмосфери це відбувається поступово, бо частина світла розсіюється в газовій оболонці. За розрахунками астрономів, максимальний тиск газу на Макемаке не перевищує 12 мільярдних тиску земної атмосфери, що у 250 разів менше, ніж тиск на Плутоні.
У процесі спостережень астрономи істотно уточнили розмір і щільність карликової планети. Макемаке має трохи витягнуту форму і її більший і менший діаметр складають 1430 і 1502 кілометри відповідно. Щільність досягає 1,7 грама на кубічний сантиметр. Астрономи також оцінили альбедо планети, тобто частку випромінювання, відбиваного від її поверхні. Воно склало 77 %, що вище, ніж у Плутона, але нижче, ніж у Ериди — двох інших карликових планет-сусідів Макемаке.

## Історія відкриття

### Передісторія
Попри те, що Макемаке — досить яскравий об'єкт і міг бути відкритий набагато раніше, з багатьох причин цього не сталося. Зокрема, виявити транснептуновий об'єкт при пошуку астероїдів і комет малоймовірно, оскільки швидкість руху ТНО на тлі зір вкрай мала. Але Макемаке довгий час не могли знайти ні при пошуках Плутона у 1930 році, ні при спеціалізованих пошуках ТНО, що почалися в 1990-ті роки, бо пошуки малих планет проводяться головним чином відносно близько до екліптики через те, що ймовірність виявити нові об'єкти в цій області максимальна. Але Макемаке має великий нахил — на момент свого відкриття він був високо над екліптикою, в сузір'ї Волосся Вероніки.

### Відкриття
Макемаке відкрила група американських астрономів. У неї входили: Майкл Браун (Каліфорнійський технологічний інститут), Девід Рабіновіц (Єльський університет) і Чедвік Трухільйо (Обсерваторія Джеміні).
Група використовувала 122-сантиметровий телескоп імені Самуеля Ошин зі 112 ПЗС-матрицями, який розташований на відстані від Паломарської обсерваторії, а також спеціальну комп'ютерну програму для пошуку рухомих об'єктів на знімках.
Макемаке був вперше відмічений 31 березня 2005 року на знімку, зробленому о 6:22 UTC того ж дня за допомогою телескопа імені Самуеля Ошин. На момент відкриття в березні 2005 року він перебував у протистоянні в сузір'ї Волосся Вероніки і мав зоряну величину 16,7 (порівняно з 15 у Плутона).
Пізніше об'єкт знайшли на знімках, зроблених ще на початку 2003 року. Заяву про відкриття було офіційно опубліковано 29 липня 2005 року, одночасно із заявою про відкриття другого карликової планети, Ериди.

### Назва
Під час реєстрації відкриття об'єкту було присвоєно позначення 2005 FY9.
Група астрономів, що відкрила об'єкт, дала йому прізвисько «Великодній кролик» (англ. Easterbunny). Майкл Браун пояснив це таким чином:

Три роки — це довгий термін, щоб мати тільки табличку з номером замість імені, тому більшу частину часу ми просто називали цей об'єкт «Великодній кролик» в честь того факту, що його відкрили лише через кілька днів після Великодня 2005 року.
Оригінальний текст (англ.)
Three years is a long time to have only a license plate number instead of a name, so for most of the time, we simply refered to this object as «Easterbunny» in honor of the fact that it was discovered just a few days past Easter in 2005.

7 вересня 2006 року одночасно з Плутоном і Еридою його занесли до каталогу малих планет під номером 136 472.
Відповідно до правил МАС, класичним об'єктам пояса Койпера (к'юбівано) присвоюється ім'я, пов'язане зі створенням.
Майкл Браун запропонував назвати його на честь Маке-маке — творця людства і бога достатку в міфології рапануйців, корінних жителів острова Пасхи. Ця назва була вибрана частково для того, щоб зберегти зв'язок об'єкта і Пасхи. 18 липня 2008 року 2005 FY9 було присвоєно назву Макемаке (лат. Makemake). Одночасно з присвоєнням назви його занесли до числа карликових планет, так він став четвертою за рахунком карликовою планетою і третім плутоїдом, поряд із Плутоном і Еридою.

## Орбіта

Орбіти Макемаке (блакитна) і Гаумеа (зелена), зіставлені з орбітою Плутона (червона) і екліптикою (сіра). Перигелій (q) і афелій (Q) відзначені датами проходження. Положення планет на квітень 2006 року відзначено сферами, що ілюструють відносний розмір і різницю в альбедо і кольорі

Орбіту Макемаке відстежено по архівних знімках аж до 1955 року. Вона нахилена до площини екліптики під кутом 29°, помірно витягнута — її ексцентриситет дорівнює 0,162, а велика піввісь становить 45,44 а. о. (6,8 млрд км). Таким чином, максимальна відстань від Макемаке до Сонця становить 52,82 а. о.(7,9 млрд км), мінімальна — 38,05 а. о. (5,69 млрд км). Отже, періодично він може перебувати ближче до Сонця, ніж Плутон, але при цьому не входить всередину орбіти Нептуна. Своїм високим нахилом і помірним ексцентриситетом орбіта Макемаке подібна до орбіти іншої карликової планети — Гаумеа, однак вона трохи далі від Сонця по своїй великій півосі й перигелію.
Відповідно до класифікації ЦМП, Макемаке належить до класичних об'єктів поясу Койпера (званим також «к'юбівано» — це слово утворено від тимчасового позначення першого виявленого об'єкта цього класу 1992 QB1). На відміну від плутино, які перебувають у резонансі 2:3 з Нептуном, к'юбівано звертаються на достатньому видаленні від Нептуна, щоб не піддаватися створюваним їм гравітаційним збуренням, що дозволяє їх орбітам залишатися стійкими протягом усього існування Сонячної системи. Такі об'єкти рухаються навколо Сонця по планетоподобних орбітах (вони проходять близько до площини екліптики і майже кругові, як у планет). Однак Макемаке — член «динамічно гарячого» класу класичних об'єктів пояса Койпера, оскільки він має високий нахил порівняно з іншими членами групи. Тому деякі астрономи класифікують Макемаке як об'єкт розсіяного диску.

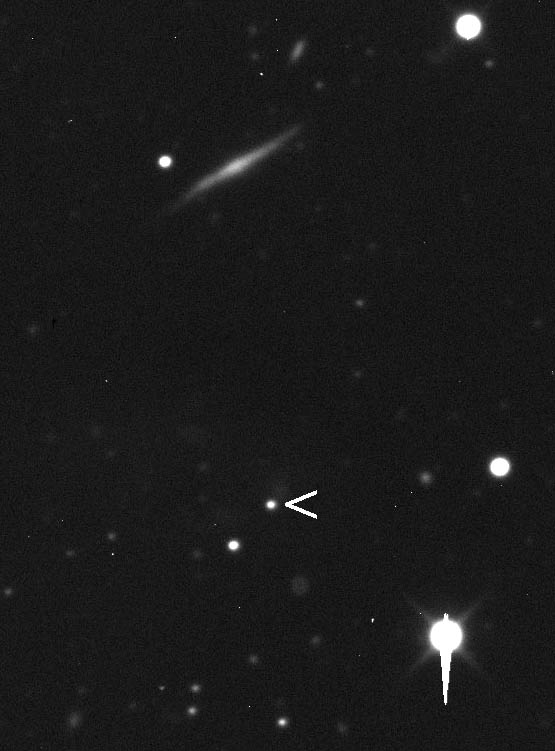
Знімок Макемаке, зроблений 26 листопада 2009 року через 61-сантиметровий телескоп (зоряна величина 16,9^{m})

Станом на 2012 рік Макемаке знаходився в 52,2 а. о. (7,8 млрд км) відСонця, поблизу точки Офелія, якої досягне у квітні 2033 року. Абсолютна зоряна величина Макемаке становить −0,44 m. Його видимий блиск у 2012 році дорівнює 16,9 m, тобто Макемаке — другий за яскравістю з відомих об'єктів пояса Койпера після Плутона. Він досить яскравий для того, щоб його можна було зняти через потужний аматорський телескоп з оптикою 250–300 мм.
Період обертання Макемаке навколо Сонця становить 306 років. Відповідно, найближче проходження перигелію відбудеться у 2187 році (востаннє це відбулося в 1881 році). У цей час його видима зоряна величина досягне 15,5 m, що лише трохи менше яскравості Плутона, з яким вони будуть перебувати майже на одній відстані від Сонця.
За розрахунками, тривалість польоту автоматичної міжпланетної станції для дослідження Макемаке з пролітної траєкторії склала б понад 16 років з використанням гравітаційного маневру біля Юпітера. Оптимальними датами для запуску місії вважаються 21 серпня 2024 і 24 серпня 2036 року.

## Хімічний склад

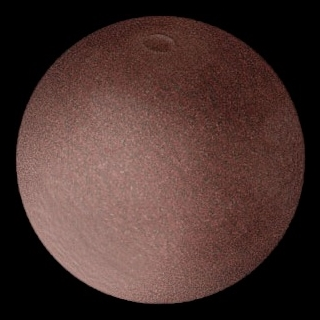
Макемаке в уяві художника

З урахуванням того, що альбедо Макемаке близько 0,7, при нинішній відстані від Сонця рівноважна температура на його поверхні становить близько 29 К (−244 °C), а в найближчій до Сонця точці орбіти температура може досягати 34 К (−239 °C).
При дослідженні Макемаке космічними телескопами «Спітцер» і «Гершель» було виявлено, що поверхня Макемаке неоднорідна. Хоча більша частина поверхні покрита метановим снігом, і величина альбедо там досягає 0,78–0,90, існують невеликі ділянки затемненого ландшафту, які покривають 3–7 % поверхні, де альбедо не перевищує 0,02–0,12.
У 2006 році опубліковані результати аналізу спектра Макемаке в діапазоні довжин хвиль 0,35–2,5 мкм за допомогою телескопів «Вільям Гершель» і «Галілео» в обсерваторії Роке-де-лос-Мучачос. Дослідники встановили, що його поверхня за хімічним складом схожа на поверхню Плутона, зокрема, ближній інфрачервоний спектр відзначений сильними лініями поглинання метану (CH4), а у видимому діапазоні переважає червоний колір.
Хоча інше дослідження, опубліковане у 2007 році, виявило й суттєві відмінності спектрів Макемаке і Плутона, що виражаються насамперед в наявності на Макемаке етану і відсутності азоту (N2) і чадного газу (CO). Також автори припустили, що незвично широкі лінії метану пов'язані з тим, що він присутній на поверхні об'єкта в формі великих (розміром близько  1 см)зерен. Етан, мабуть, також утворює зерна, але значно дрібніші (близько 0,1 мм).
У 2008 році вийшло дослідження, яке доводить, що, найімовірніше, азот на Макемаке є. Він присутній у вигляді домішки в метановому льоду, даючи невеликі зрушення в спектрі метану. Правда, частка азотного льоду досить мала порівняно з кількістю цієї речовини на Плутоні й Тритоні, де він становить майже 98 % кори. Відносний дефіцит азотного льоду означає, що запаси азоту були якимось чином вичерпані за час існування Сонячної системи.
Дані, отримані у 2011 році, показують, що зараз ця планета, на відміну від Плутона, не має атмосфери.
Тиск у поверхні планети на момент спостереження не перевищує 4–12 × 10 −9 атмосфери. Однак присутність метану і, можливо, азоту уможливлює існування на Макемаке тимчасової атмосфери, схожою на ту, яка з'являється у Плутона в перигелії. Азот, в разі його наявності, був би панівним компонентом цієї атмосфери. Існування тимчасової атмосфери могло б дати природне пояснення дефіциту азоту на Макемаке: оскільки тяжіння планети слабкіше, ніж у Плутона, Ериди або Тритона, то велика кількість азоту, можливо, була винесена планетарним вітром; метан легше, ніж азот, і має значно менший тиск пари при температурах, що панують на Макемаке (30–35 К), що і перешкоджає його втраті; результат цих процесів — вища концентрація метану.

## Супутник
У квітні 2015 року за допомогою орбітального телескопа «Габбл» у карликової планети Макемаке відкрили супутник, про відкриття якого було оголошено 26 квітня 2016 року. Він отримав тимчасове позначення S/2015 (136472) 1 і «прізвисько» MK 2. Він у 1300 разів темніший порівняно з Макемаке. MK2 розгледіли на відстані приблизно 21 000 км від карликової планети. За оцінками, його діаметр становить приблизно 160 км.
Однак довгий час на орбіті навколо Макемаке не могли виявити жодного супутника. Було встановлено, що у Макемаке немає супутників яскравістю понад 1 % від яскравості планети і знаходяться вони на кутовій відстані до неї не ближче 0,4 кутової секунди. Відсутність супутників відрізняла Макемаке від інших великих транснептунових об'єктів, які майже всі володіють принаймні одним супутником: Ерида — одним, Гаумеа — двома і Плутон — п'ятьма. Вважається, що від 10 до 20 % транснептунових об'єктів мають один або кілька супутників.